# Calispadella
Calispadella is een geslacht in de taxonomische indeling van de pijlwormen.
Het dier behoort tot de familie Spadellidae. Calispadella werd in 2004 beschreven door Casanova & Moreau.